# Porranot Purahong
Porranot Purahong (* 25. November 1995) ist ein thailändischer Stabhochspringer.

## Sportliche Laufbahn
Erste internationale Erfahrungen sammelte Porranot Purahong im Jahr 2013, als er bei den Südostasienspielen in Naypyidaw im Zehnkampf an den Start ging, seinen Wettkampf aber nicht beenden konnte. Zwei Jahre darauf siegte er bei den Südostasienspielen in Singapur und stellte dort mit 5,30 m einen neuen Spielerekord auf. 2017 verbesserte er bei den Südostasienspielen in Kuala Lumpur diesen Rekord auf 5,35 m und sicherte sich damit seine zweite Goldmedaille. Kurz darauf startete er bei den Asian Indoor & Martial Arts Games in Aşgabat und musste sich dort mit übersprungenen 5,20 m dem Kasachen Sergei Grigorjew geschlagen geben. 2018 nahm er erstmals an den Asienspielen in Jakarta teil und wurde dort mit 5,20 m Zehnter. 2019 gewann er bei den Südostasienspielen in Capas mit 5,20 m die Silbermedaille hinter dem Philippiner Ernest Obiena.

## Persönliche Bestleistungen
- Stabhochsprung (Freiluft): 5,35 m, 5. Juli 2016 in Bangkok
  - Stabhochsprung (Halle): 5,20 m, 18. September 2017 in Aşgabat